# Иван Пенков
Иван Георгиев Пенков е виден български художник, сценограф, живописец, стъклописец, приложник, един от най-ярките представители на движението „Родно изкуство“.

## Биография
Роден е на 30 април 1897 г. в Казанлък. Негова сестра е Мара Пенкова.
Следва в Общия отдел на Държавното художествено-индустриално училище в София (1919 – 1921) при Петко Клисуров и Стефан Иванов. Учи живопис в Академията за изобразителни изкуства в Мюнхен (1922 – 1924).. През 1933 г. завършва Художествената академия в София при Дечко Узунов. Преподава сценография в академията от 1939 до 1955 г. и е основател на катедрата по сценография, професор (1945).
Иван Пенков работи в областта на живописта, графиката, мебелния дизайн, предмети от ковано желязо, битови кукли-сувенири, проекти за килими, плакати, стъклописи, стенописи, мозайки, театрална декорация, сценография, пространствено оформление на панаири и търговски палати. Автор е на стенописите в сградата на Търговската камара в Бургас, на стъклописите в ректората на Софийския университет, Министерството на правосъдието, БНБ, Съдебните палати в София и в Русе, българското посолство в Белград, на мозайката „Темида“ в Съдебната палата в София.
Член на Дружеството на новите художници. Като живописец е ярък представител на движението „Родно изкуство“. Директор (1953 – 1957) на Института за изобразителни изкуства при БАН. Председател е на Съюза на българските художници (1945 – 1947).
Умира на 28 ноември 1957 г.
Баща е на Георги (Джони) Пенков и на Боян Пенков.